# Miroir des martyrs

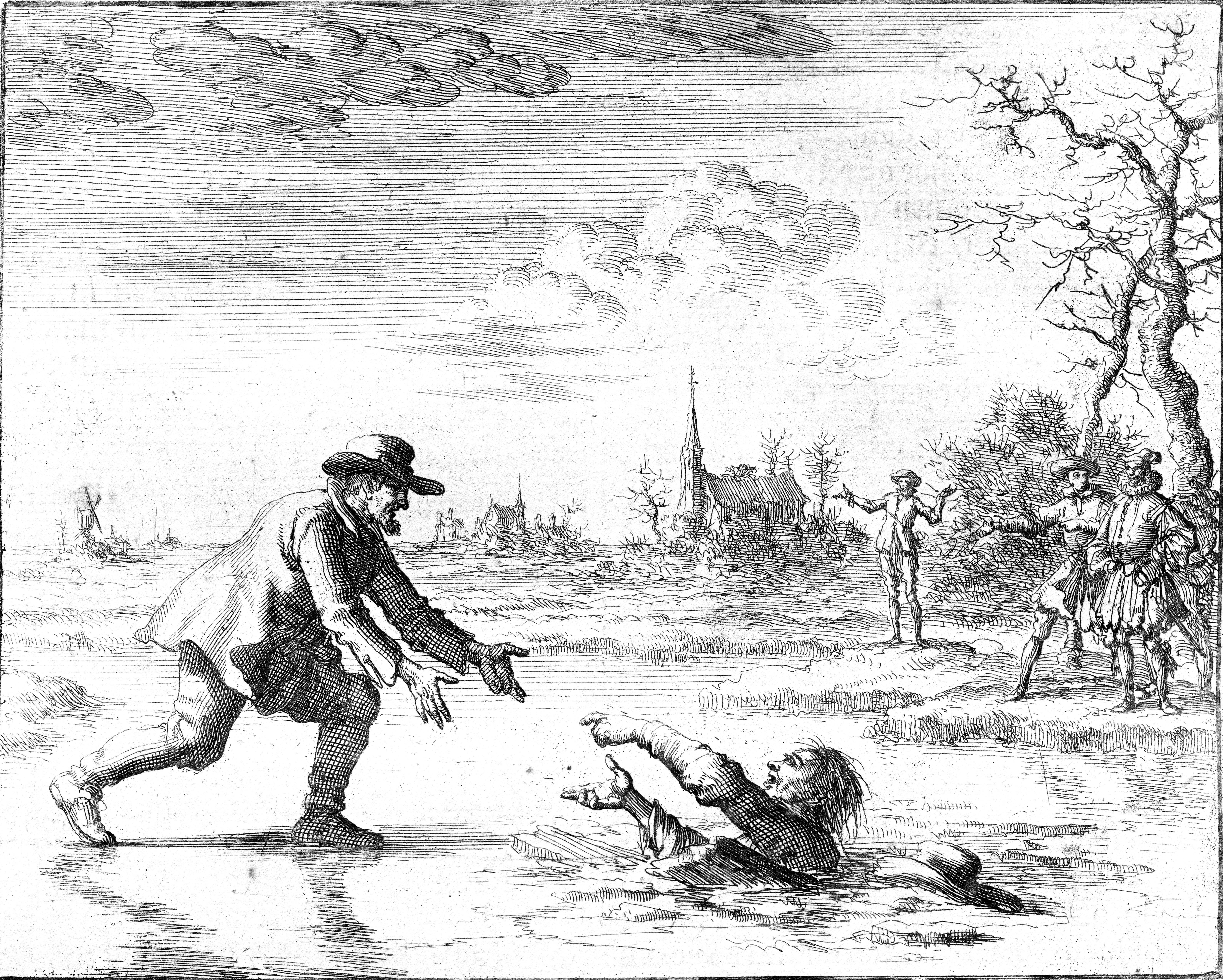
L'anabaptiste « Frederic Willemsz [Dirk Willems] pris et brûlé hors d'Asperen [année] 1569 », planche 82 du Miroir des martyrs.

Le Miroir des martyrs (en néerlandais : De Martelaersspiegel) est un ouvrage publié pour la première fois en 1660 en néerlandais par l'anabaptiste Thieleman Janszoon van Braght (1625-1664). Son titre original complet est : « Het bloedig toneel, of Martelaersspiegel der Doops-Gesinde of Weerloose Christenen, die om 't getuygenis van Jesus haren (hun) Salighmaker geleden hebben ende gedood zijn van Christi tijd af tot desen tijd toe ». (Théâtre sanglant ou miroir des martyrs chrétiens [ana]baptistes appelés sans défense, qui ont souffert et ont été tués pour le témoignage de Jésus leur Sauveur depuis l'époque de Christ jusqu'à aujourd'hui.) L'utilisation du mot «sans défense» dans ce cas reflète la doctrine biblique de la non-résistance.

## Résumé
Cet ouvrage rassemble des témoignages et des récits concernant les apôtres et les premiers anabaptistes qui sont morts en martyrs. Il contient des centaines de récits plus ou moins détaillés de divers chrétiens interrogés, emprisonnés et mis à mort pour leur foi. L'auteur recense des martyrs dans de nombreuses régions du monde connu, du Ie siècle au XVIIe siècle, soit depuis le temps des apôtres jusqu'à quelques années avant la publication du livre. Van Braght n'incluait des martyrs à son ouvrage que lorsqu'il avait des raisons de penser que ceux-ci pratiquaient la même foi que les anabaptistes de son époque. Le Miroir des martyrs est considéré comme un texte majeur pour beaucoup de familles mennonites et amish, et vient en second seulement après la Bible dans beaucoup de foyers anabaptistes.
On y découvre aussi le récit de nombreuses persécutions qui prirent place durant les XVe et XVIe siècles, rédigé par des témoins proches des faits ; des documents historiques inestimables y figurent in extenso par exemple, la correspondance entre la ville de Berne qui persécutait ses anabaptistes et les autorités hollandaises qui le lui reprochaient ; les édits organisant la répression ou l'expulsion ; des minutes de procès ; des événements survenus dans tel ou tel village ; ou encore des listes nominatives de victimes.
En 1685, le Miroir des martyrs est illustré de 104 eaux-fortes de Jan Luyken. Il est traduit en allemand en 1748 par Peter Miller et la communauté dite d'« Ephrata Cloister », située en Pennsylvanie : avec ses 1 512 pages, cette édition est le plus gros livre imprimé en Amérique avant la Révolution américaine.
Il est traduit en anglais en 1837. Il n'existe que des traductions partielles en français, à ce jour.